# 平壤第一百貨商店
平壤第一百貨商店（朝鲜语：／）是朝鮮最大的百貨商店，位於首都平壤直轄市中區域勝利街，金日成廣場附近。以前只有在國慶節、建黨紀念日或領導人生日等重大節日才憑票限量供應民眾購物，2009年貨幣改革後平日也開放購物。這所商店是北韓少數開放外國觀光客購物的商店之一 ，朝鮮人可直接以朝鮮圓購物，外國人則只有在購買進口商品時可使用朝幣，購買朝鮮本國商品時需支付外幣。平壤第一百貨商店是北韓全國最大的零售商店，販售的商品包括電子用品、服飾、家具、玩具、廚具與食品等 ，也常是大型商品展的舉行地點，據傳這家商店是與中國商人合夥經營的。截至2013年，平壤第一百貨商店有高達七成的商品是由北韓國內生產的。
瑞典籍的秘密採訪記者卡羅琳·薩贊格在書中描述她造訪平壤第一百貨商店的歷程：剛抵達時商店還關著，她身邊導遊分散其注意力的同時，其他人才匆忙跑去開門，並倉促尋找路人以充當顧客，當她與導遊踏進店內時手扶梯才剛啟動。扮演顧客的路人顯得不太熟悉在百貨公司購物該有的舉動，當卡羅琳好不容易選好商品要結帳時，收銀員也表現相當生疏，不知道要將商品放在塑膠袋中遞給她。另外她在書中也透露有另一位來自西方國家的外交官曾觀察平壤第一百貨長達一小時，都沒有任何顧客進出。但有名在平壤住了15個月的聯合國專員表示他在2010年左右經常在這家商店購買食品與便宜的香菸，也有遇到許多當地顧客 。

## 相关作品
- 爱的迫降，2019年韩国电视剧